# Clinopodium atlanticum
Clinopodium atlanticum là một loài thực vật có hoa trong họ Hoa môi. Loài này được (Ball) N.Galland mô tả khoa học đầu tiên năm 1985.